# Manguinhos (Rio de Janeiro)

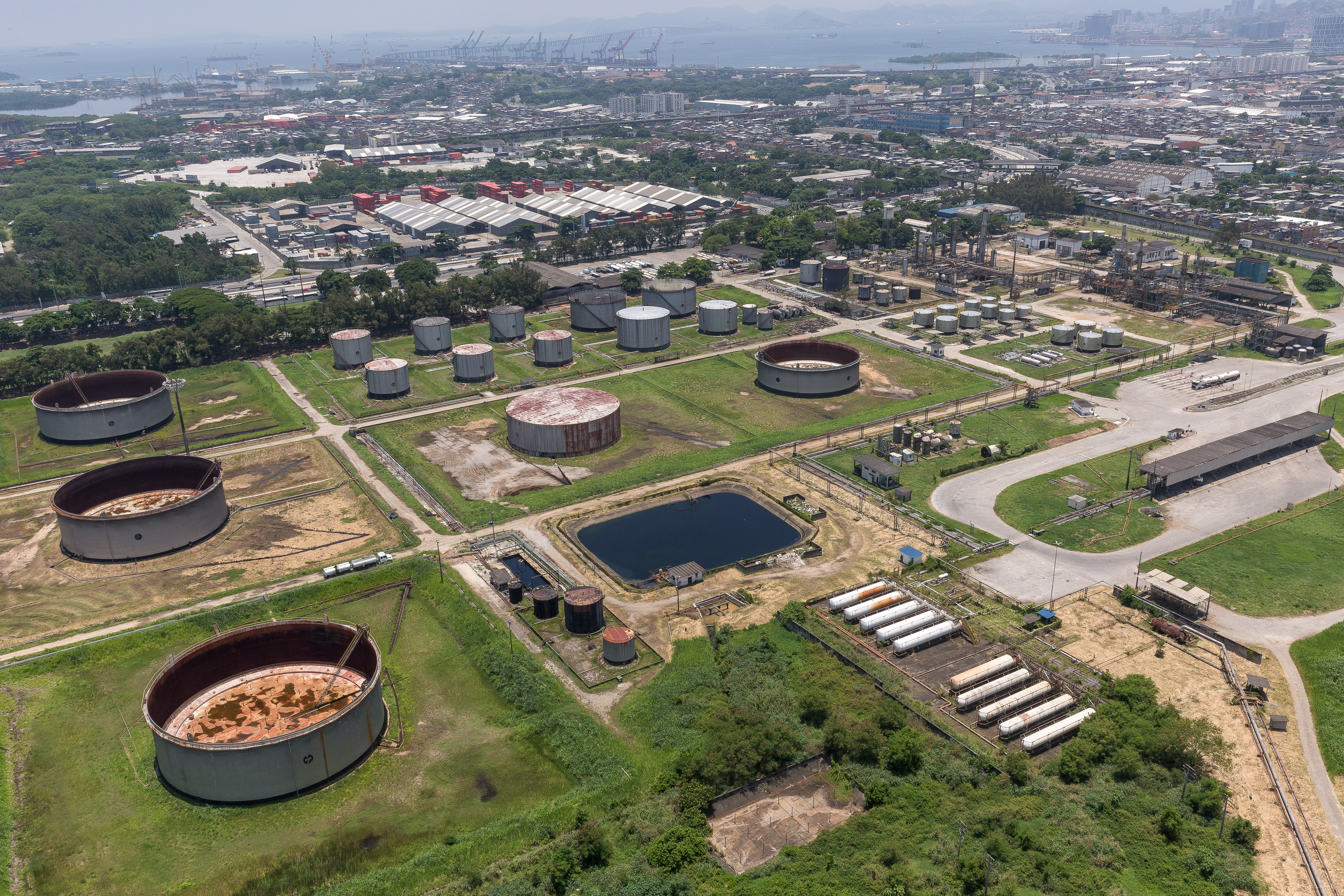
Vista aérea da refinaria de Manguinhos

Manguinhos é um bairro da Zona Norte do município do Rio de Janeiro, no estado do Rio de Janeiro, no Brasil. É conhecido por abrigar o Pavilhão Mourisco, sede da Fundação Oswaldo Cruz e um dos únicos prédios em estilo neomourisco no Brasil. O bairro também é conhecido por seus altos índices de violência e por abrigar inúmeras favelas. Encontra-se próximo ao bairro de Bonsucesso, às margens da Avenida Brasil e da Linha Amarela, e é cortado pela Avenida Leopoldo Bulhões e pelo ramal ferroviário de Saracuruna.
Seu índice de desenvolvimento humano (IDH), no ano 2000, era de 0,726, o 122º colocado entre 126 regiões analisadas na época no município do Rio de Janeiro.

## Características
Localizado na Zona Norte da cidade, entre o lado direito da Avenida Brasil, sentido Centro, e a Avenida dos Democráticos e na parte frontal cortada pela Avenida Dom Hélder Câmara, destaca-se por sediar a Fundação Oswaldo Cruz, instituição de referência nacional em microbiologia, em parasitologia e em saúde pública. O prédio central da instituição, o Pavilhão Mourisco, é o símbolo mais conhecido do bairro.
Atualmente, apenas a localidade junto à Estação Ferroviária de Manguinhos atende pelo nome de Manguinhos, sendo as demais áreas do bairro conhecidas pelos nomes de suas respectivas favelas: "Coreia", "Mandela" e "Amorim". Desde a década de 1980, a área vem sofrendo com o esvaziamento econômico, uma vez que as poucas indústrias que existiam em seu entorno foram extintas ou se transferiram para outras localidades, como a Cooperativa Central dos Produtores de Leite, cujo terreno hoje pode ser considerado como um condomínio informal, dada a invasão de moradores; a Gillette do Brasil; e um quartel do Exército Brasileiro - o Depósito de Suprimentos. A Refinaria de Manguinhos ainda é a principal instalação industrial da região.
Sendo praticamente tomado por favelas, o bairro é palco de inúmeros confrontos armados entre policiais e traficantes de drogas ou entre quadrilhas de traficantes rivais. A Rua Leopoldo Bulhões, uma das principais do bairro, que tangencia a linha do trem (Ramal Central - Gramacho), foi conhecida como "Faixa de Gaza", em referência à região homônima na Palestina, famosa pela violência.
Uma pesquisa da Fundação Oswaldo Cruz apontou que crianças e adolescentes do bairro têm quinhentas vezes mais chances de desenvolver câncer e deficiências neurológicas por exposição ao chumbo, especialmente pela proximidade com rodovias e linhas férreas, do que crianças e adolescentes de outros bairros.
O bairro possui diversas escolas, dentre as quais destacam-se, pela importância histórica: o Colégio Estadual Professor Clóvis Monteiro, a Escola Municipal Estado da Guanabara, a Escola Ema Negrão de Lima, as escolas municipais Oswaldo Cruz, Albino Souza Cruz, Dom João VI, Orozimbo Nonato, Espaço de Desenvolvimento Infantil Joaquim Venâncio, além de instituições privadas que, por estarem num raio de menos de três quilômetros, formam um polo estudantil.
A localidade conta, ainda, com uma escola de samba, a GRES Unidos de Manguinhos; com uma feira popular; com diversas igrejas (destacando-se uma igreja tombada pelo patrimônio histórico, no centro da favela); com comércio; com uma unidade do Departamento Estadual de Trânsito, dentre outras melhorias provenientes de obras iniciadas em 2008.

## Pacificação

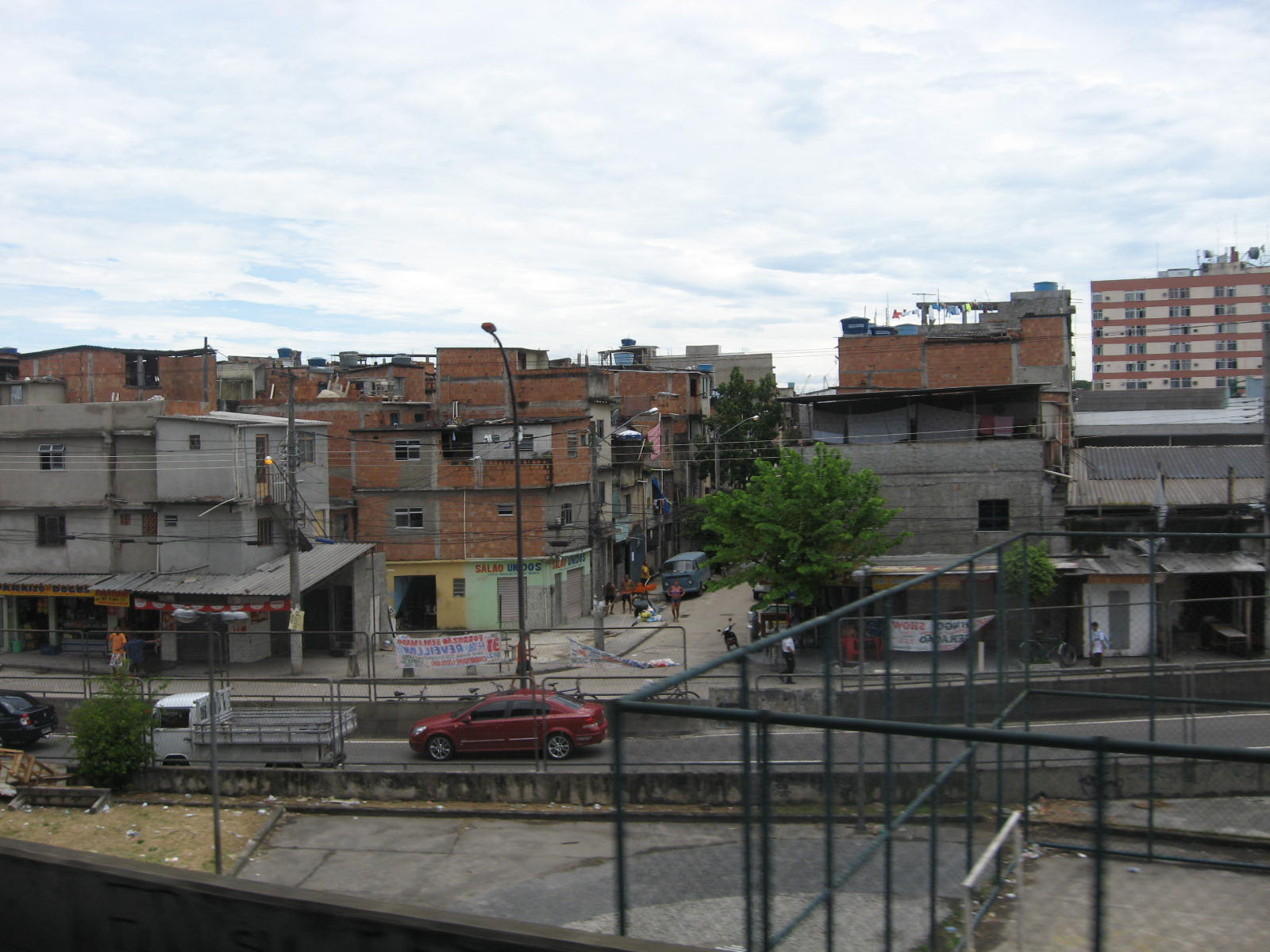
Favela de Manguinhos.

Pelo menos 2 042 agentes de segurança, entre policiais e fuzileiros navais, participaram da operação Pacificação Manguinhos, que marcou a fase de ocupação da comunidade de Manguinhos, preparando-a para receber a 29ª UPP (Unidade de Polícia Pacificadora) do Estado. A ação começou às 5 horas de domingo (14 de outubro de 2012) e, até as 6:30, era pacífica.
Quase 900 policiais da Polícia Militar do Estado do Rio de Janeiro, incluindo os batalhões de Operações Policiais Especiais, de Choque, de Ação com Cães e o Grupamento Aéreo-Marítimo, com apoio de efetivos e blindados dos fuzileiros navais, ocupavam a comunidade no início da manhã. Cerca de cem agentes e um helicóptero da Polícia Rodoviária Federal participavam da operação Pacificação Manguinhos, atuando de forma integrada com a Polícia Militar. Agentes da Polícia Federal também apoiavam a operação, com foco nas ações de inteligência. Em 16 de Janeiro de 2013, a comunidade passou a ser ocupada pela 29° UPP.